# Schuilenburgsingel
De Schuilenburgsingel in Almelo is een westelijk onderdeel van de Ring Almelo. 
De weg loopt met de Dollegoorbrug over kanaal Almelo-De Haandrik en onder de spoorlijn Deventer - Almelo en spoorlijn Mariënberg - Almelo door. Aan de singel ligt bedrijventerrein Dollegoor. Naast deze singel aan de Schuilenburglaan ligt buitenplaats Wendelgoor verscholen. 
Tot de omlegging van de N349 was de Schuilenburgsingel onderdeel van de N349, tot de opening van de N36 tussen Vriezenveen en Wierden onderdeel van de N36.